# Trap Door Spiders
Die Trap Door Spiders (engl. für ‚Falltürspinnen‘) waren ein 1944 gegründeter literarischer Kreis in New York City. Die rein männliche Mitgliedschaft rekrutierte sich anfänglich insbesondere aus dem Umfeld bekannter Science-Fiction-Autoren. Der Name bezog sich auf das Verhalten der Eigentlichen Falltürspinnen, die nach dem Eintreten in ihren Bau diesen mit einem Deckel verschließen.

## Vorgeschichte
Fletcher Pratt reagierte mit der Gründung des Clubs auf die Hochzeit seines Freundes John D. Clark mit der Sopranistin Mildred Baldwin im Juni 1943. Die neue Mrs. Clark war im Freundeskreis ihres Mannes eher unbeliebt und Pratt nahm den Club als Vorwand, Clark ohne seine Frau treffen zu können. Pratts Frau war allerdings als Trauzeugin und Lyon Sprague de Camp als Clarks „Best Man“ mit an der Hochzeit beteiligt gewesen.
Die Vorstandschaft des Clubs rotierte innerhalb der Mitglieder und verlangte dabei, ein Essen in einem Restaurant auszurichten und dazu einen Gast einzuladen. Der Gast wurde dabei mehr oder minder scharf befragt und befruchtete so die Konversation für den Abend. Die Befragung wurde normalerweise vom Gastgeber begonnen, oft mit der Frage „Wie rechtfertigen Sie Ihr Dasein“ oder „Warum existieren Sie“. Jack Coggins erinnert sich daran, dass ein Herausgeber von Reader’s Digest nach einer solchen Befragung (englisch „Grill“) weinend die Runde verließ.
1976 traf sich der Club regelmäßig an einem Freitagabend im Monat und hatte etwa dreizehn Mitglieder.
Der Club bestand zumindest bis zum Januar 1990, dem 70. Geburtstag Isaac Asimovs. Dabei trafen sich die Mitglieder bei einer vom Verlag Doubleday für Asimov veranstalteten Party in Tavern on the Green in New York City. Nach L. Sprague de Camp war der Club auch in den 1990ern noch aktiv.

## Mitgliedschaft
Mitglied wurde man mit der Annahme einer Einladung dazu; wer wegzog, starb oder aus sonstigen Gründen nicht mehr regelmäßig teilnahm, verließ die Runde wieder. Bekannte Mitglieder waren unter anderem:
- Isaac Asimov (1920–1992)[A 2]
- Don Bensen (1927–1997), Herausgeber[A 4]
- Gilbert Cant (1909–1982), Herausgeber[A 4]
- Lin Carter (1930–1988), Autor[A 4]
- Lionel Casson (1914–2009), Archäologe[A 5]
- John D. Clark (1907–1988), Chemiker[A 1]
- Jack Coggins (1911–2006), Künstler, Autor[3]
- L. Sprague de Camp (1907–2000), Autor[A 1]
- Lester del Rey (1915–1993), Autor und Publizist[A 1]
- Kenneth Franklin (1923–2007), Astronom[A 4]
- Martin Gardner (1914–2010), Wissenschaftsjournalist[A 4]
- Richard Edes Harrison, Kartograph[A 1]
- Charles King, Romanschriftsteller
- Caleb Barrett Laning (1906–1991), Offizier und Autor[4]
- Willy Ley (1906–1969), Autor[1][C 2]
- Jean Le Corbeiller (1937–2010), Mathematiker[A 1][C 3]
- Frederik Pohl (1919–2013), Autor.[I 1]
- Fletcher Pratt (1897–1956), Autor[A 1][5]
- James Randi (1928–2020), Zauberer[I 2]
- George H. Scithers (1929–2010), Autor
- Roper Shamhart, Prediger[A 1][C 2]
- George O. Smith (1911–1981), Autor[I 3]
- Harrison Smith, Publizist[C 1]
- John Silbersack Publizist
- Donald Wilde, Schauspieler
- Robert Zicklin, Jurist[A 6]

Nach Isaac Asimov  bestand der Kern der Gruppe aus Bensen, Cant, Carter, Clark, de Camp, del Rey und Asimov selbst.
Er hat die Gruppe in den Schwarzen Witwern, einer Serie von Kriminalkurzgeschichten, literarisch verewigt.
Dabei wird das Rätsel des Abends gewöhnlich vom Kellner Henry gelöst, der auf den fiktionalen Reginald Jeeves anspielt.